# Præsidentvalget i USA 1888
Det amerikanske præsidentvalg 1888 blev afholdt 6. november 1888. Valgets resultat blev præget af det amerikanske valgsystem, idet den siddende præsident, Grover Cleveland, fik flest stemmer, men tabte valget, da modkandidaten, Benjamin Harrison, opnåede flest valgmænd og dermed blev ny præsident.
Resultatet af valget blev, at demokraten Cleveland fik i alt 5.534.488 stemmer mod republikaneren Harrisons 5.443.892 stemmer (henholdsvis 48,6% og 47,8% af de afgivne stemmer). Stemmernes fordeling betød imidlertid, at Harrison opnåede 233 valgmænd, mens Cleveland blot fik 168. Dette svarede til, at Harrison vandt 20 stater mod Clevelands 18.
Udover disse to opstillede et parti, der arbejdede for et alkoholforbud, samt et arbejderparti, begge kandidater til valget, men ingen af dem opnåede større tilslutning.
Det er kun fem gange i historien sket, at den kandidat, der opnåede størst stemmetal, ikke også vandt valget. Udover i 1888 skete det i 1824, 1876, 2000 og 2016.

## Nomineringer
Demokraterne opstillede uden problemer den siddende præsident, Cleveland, og som hans vicepræsidentkandidat blev valgt Allen G. Thurman.
Republikanerne opstillede sammen med Harrison vicepræsidentkandidaten Levi P. Morton.

## Valgkampen
I sin præsidentperiode havde Cleveland haft rimeligt held med at få renset ud i korruption og opportunisme i Washington D.C., men det var ikke lykkedes for ham at få gennemført en toldreform, og den kom til at præge valgkampen. Republikanerne krævede høje toldsatser for at beskytte landets industri, mens demokraterne var fortalere for den frie handel.
Selve agitationen for kandidaterne foregik på noget uens vilkår. Harrison havde via partiets aktivister indsamlet en efter tiden ganske pæn sum penge, som han brugte til effektiv markedsføring. Han holdt en lang række taler fra sin veranda i Indiana, som blev dækket af aviserne. I modsætning hertil afholdt Cleveland sig, som det var tradition for en siddende præsident på de tider, fra at føre selvstændig valgkamp. Det overlod han i stedet til vicepræsidentkandidaten Thurman, der imidlertid var 75 år og ikke havde samme kræfter som den tyve år yngre Harrison.
En episode i valgkampens slutning kan have haft stor betydning for udfaldet: En republikaner skrev under et påtaget navn et brev til den engelske ambassadør og bad om råd, idet han udgav sig for at være indvandret englænder. Ambassadøren anbefalede ham at stemme på Cleveland, og da dette blev offentliggjort, havde det den effekt, at store grupper af irsk-amerikanere stemte på Harrison. Dette betød blandt andet, at Harrison vandt svingstaten New York, hvilket var med til at afgøre valget.